# Круглік
Круглік (рум. Cruglic) — село у Кріуленському районі Молдови. Утворює окрему комуну.

## Населення
За даними перепису населення 2004 року у селі проживали 2848 осіб.
Національний склад населення села:
| Національність       | Кількість осіб | Відсоток |
| -------------------- | -------------- | -------- |
| молдавани            | 2822           | 99,1%    |
| українці             | 11             | 0,4%     |
| росіяни              | 8              | 0,3%     |
| болгари              | 4              | 0,1%     |
| гагаузи              | 1              | < 0,1%   |
| інша / без відповіді | 2              | 0,1%     |
| Всього               | 2848           | 100%     |